# 28305 Wangjiayi
28305 Wangjiayi este un asteroid din centura principală de asteroizi.

## Descriere
28305 Wangjiayi este un asteroid din centura principală de asteroizi. A fost descoperit pe 12 februarie 1999 la Socorro, New Mexico, în cadrul proiectului LINEAR. Asteroidul prezintă o orbită caracterizată de o semiaxă mare de 2,62 ua, o excentricitate de 0,12 și o înclinație de 2,0° în raport cu ecliptica.